# 楊柳寺 (郡上市)
楊柳寺（ようりゅうじ）は岐阜県郡上市八幡町五町にある千手観音菩薩を本尊とする曹洞宗の寺院。山号は光明山で、五町観音の通称で知られる。
寛文2年（1662年）に八幡城主遠藤常友が霊夢の中で老僧が五町の柳の下に観音像が埋められていると告げられて、その場所を発掘したところ千手観音を見つけることができた。この奇瑞に感じ入った遠藤常友が伽藍を整備して建立した。伝説では行基作と伝わるこの千手観音は五町に住んでいた伊田長者が日頃礼拝していたが、明応年間から文亀年間にかけて兵火から観音像を守るため、柳の木を目印として埋めたものであるといわれる。
現本堂は明治10年（1877年）頃に建立されたもので、清水寺を模した懸崖造りとなっている。境内には本堂の他に虚空蔵堂がある。